# أندرو ديسغاردين
أندرو ديسغاردين هو لاعب هوكي الجليد كندي، ولد في 27 يوليو 1986 في Walden, Ontario ‏ في كندا.

## وصلات خارجية
- أندرو ديسغاردين على موقع دوري الهوكي الوطني (الإنجليزية)
- أندرو ديسغاردين على موقع قاعة مشاهير الهوكي (لاعب أن.إتش.أل) (الإنجليزية)
- أندرو ديسغاردين على موقع EliteProspects.com (الإنجليزية)
- أندرو ديسغاردين على موقع HockeyDB.com (الإنجليزية)
- أندرو ديسغاردين على موقع Hockey-Reference.com (الإنجليزية)